# Västmanland
A Västmanland ( PRONÚNCIA), raramente Vestmânia (em latim: Vestmannia), é uma província histórica da Suécia, situada na região histórica da Svealand.

 
Ocupa 2% da superfície total do país e tem uma população de 320 335 habitantes (2023).

Situada entre o lago Mälaren e a região mineira de Bergslagen, a Västmanland é o ponto de encontro do grande lago, das planícies cultivadas do Sul e do terreno acidentado e florestal do Norte com tradições mineiras de extração de ferro e prata.

Como província histórica, não possui funções administrativas, nem significado político, mas está presente como nome de vários órgãos e edifícios: Västmanlands Friidrottsförbund (Federação de Atletismo de Västmanland), Västmanlands Teater (Teatro da Västmanland) e Västmanlands socialdemokratiska partidistrikt (Organização distrital do partido social-democrata da Västmanland).

## Etimologia e uso
O nome geográfico Västmanland está documentado no século XIII como ”Vestmannaland” e "Væstmannæ land", significando - na perspetiva da ”Uppland” - a ”terra dos homens a Oeste da Uppland”.
Aparece em forma latinizada como Guasmannia no século XII.

Em textos em português costuma ser usada a forma original Västmanland, ocasionalmente transliterada para Vastmanland, por adaptação tipográfica

| “ | A província de Västmanland fazia parte do reino dos suíones... | ” |

## Geografia
A Västmanland é constituída por serranias florestais no Norte e no Oeste, pertencentes à região mineira de Bergslagen, e por planícies agrícolas no Sul, incluindo a planície do Mälaren (Mälarslätten). 
É atravessada por vários rios, entre os quais o Svartån, o Kolbäcksån e o Arbogaån, desaguando no lago Mälaren.

A maior cidade da província é Västerås, seguida de outras como Sala, Arboga, Köping e Fagersta. 
| - Limites - Norte – Dalarna, Leste – Uppland, Sul - Närke e Södermanland, Oeste – Värmland - Condados - Örebro e Västmanland - Lagos - Mälaren, Hjälmaren, Åmänningen - Rios - Rio Negro, Kolbäcksån - Montanhas - Fjällberget (466 m) - Cidades - Västerås, Köping, Fagersta, Arboga, Sala, Lindesberg - Comunas - Arboga, Fagersta, Hallstahammar, Hällefors, Kungsör, Köping, Lindesberg, Ljusnarsberg, Nora, Norberg, Sala, Skinnskatteberg, Surahammar, Västerås |

Símbolos da Västmanland

## Condados atuais
A província histórica da Västmanland está dividida pelos condados de Västmanland e de Örebro.

A Província histórica da Västmanland
O Condado da Västmanland
O Condado de Örebro

## História
A Västmanland começou a ser povoada por agricultores da Idade da Pedra cerca de 4 000 a.C.. Uns 20 000 vestígios arqueológicos atestam a presença e a evolução humana desde esses tempos remotos. Por volta do ano 1000 d.C., o cristianismo chegou à região pela mão do missionário inglês Davi de Munctorpe. Durante a Idade Média, as atividades mineiras fizeram da Västmanland uma das principais províncias da Suécia. Hoje em dia, as minas pertencem ao passado, mas a província é uma das mais industrializadas do país.

## Comunicações

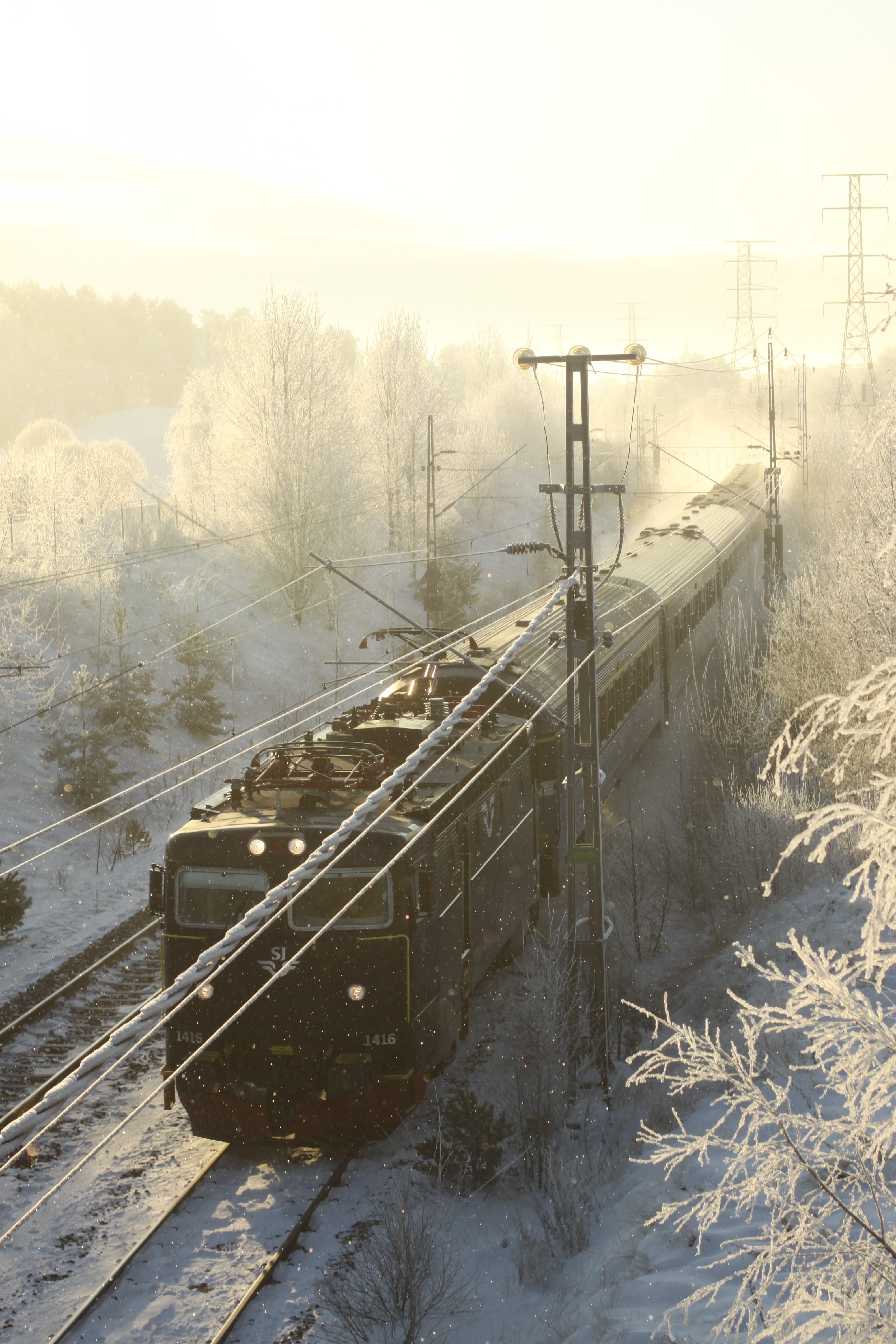
Ligação ferroviária no inverno.

A província da Västmanland é atravessada pela estrada europeia E18 (Karlstad-Västerås-Estocolmo), paralelamente ao lago Mälaren e atravessando Arboga, Köping e Västerås.
É igualmente servida pela linha do Mälaren (Mälarbanan; Estocolmo-Västerås-Örebro).
Conta ainda com o Aeroporto de Västerås, a 5 km da cidade, e com o Porto de Västerås.  

## Património histórico, cultural e turístico
A Västermanland é a província das minas de ferro e de prata, assim como das florestas profundas, contrastando com os campos abertos junto ao lago Mälaren, onde se destacam variados palácios.

- Mina de prata de Sala (Sala silvergruva)
- Forjas de Engelsberg (Engelsbergs bruk)
- Catedral de Västerås (Västerås domkyrka)
- Túmulo megalítico e pedra rúnica de Anundshög (Anundshög)
- Palácio de Strömsholm (Strömholms slott)
- Palácio de Tidö (Tidö slott)

## Galeria

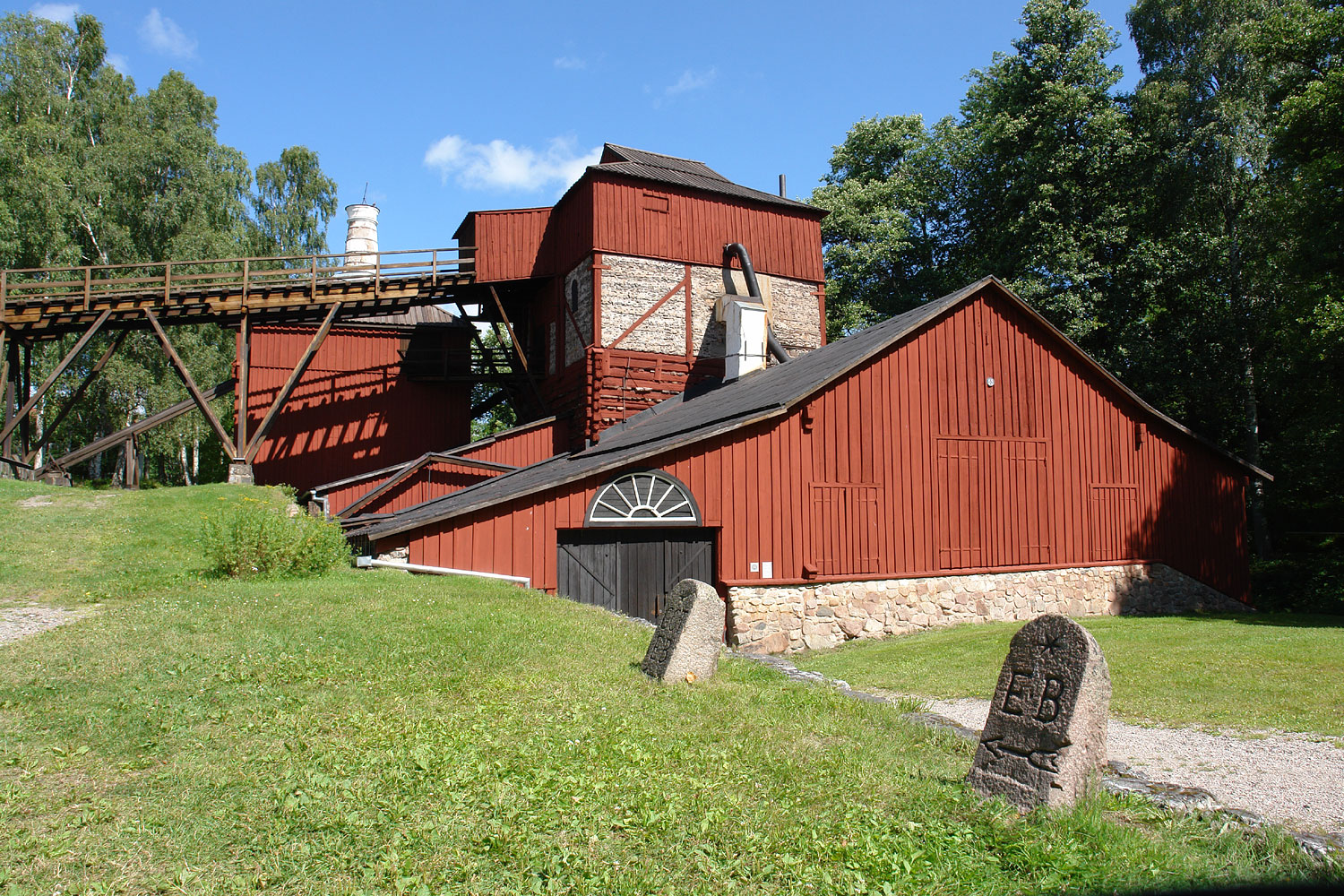
Forjas de Engelsberg (Engelsbergs bruk)
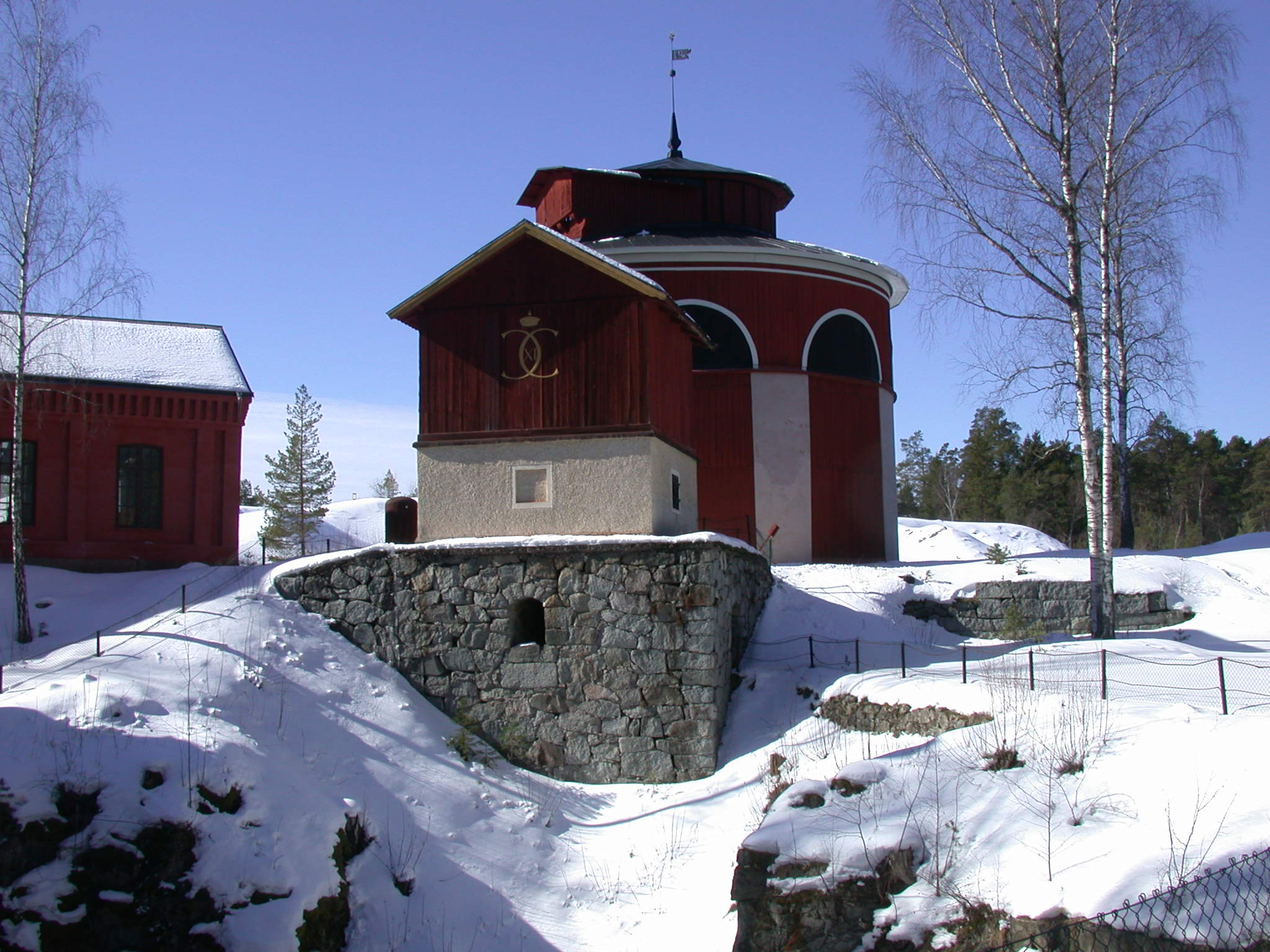
Poço de Carlos XI na Mina de prata de Sala
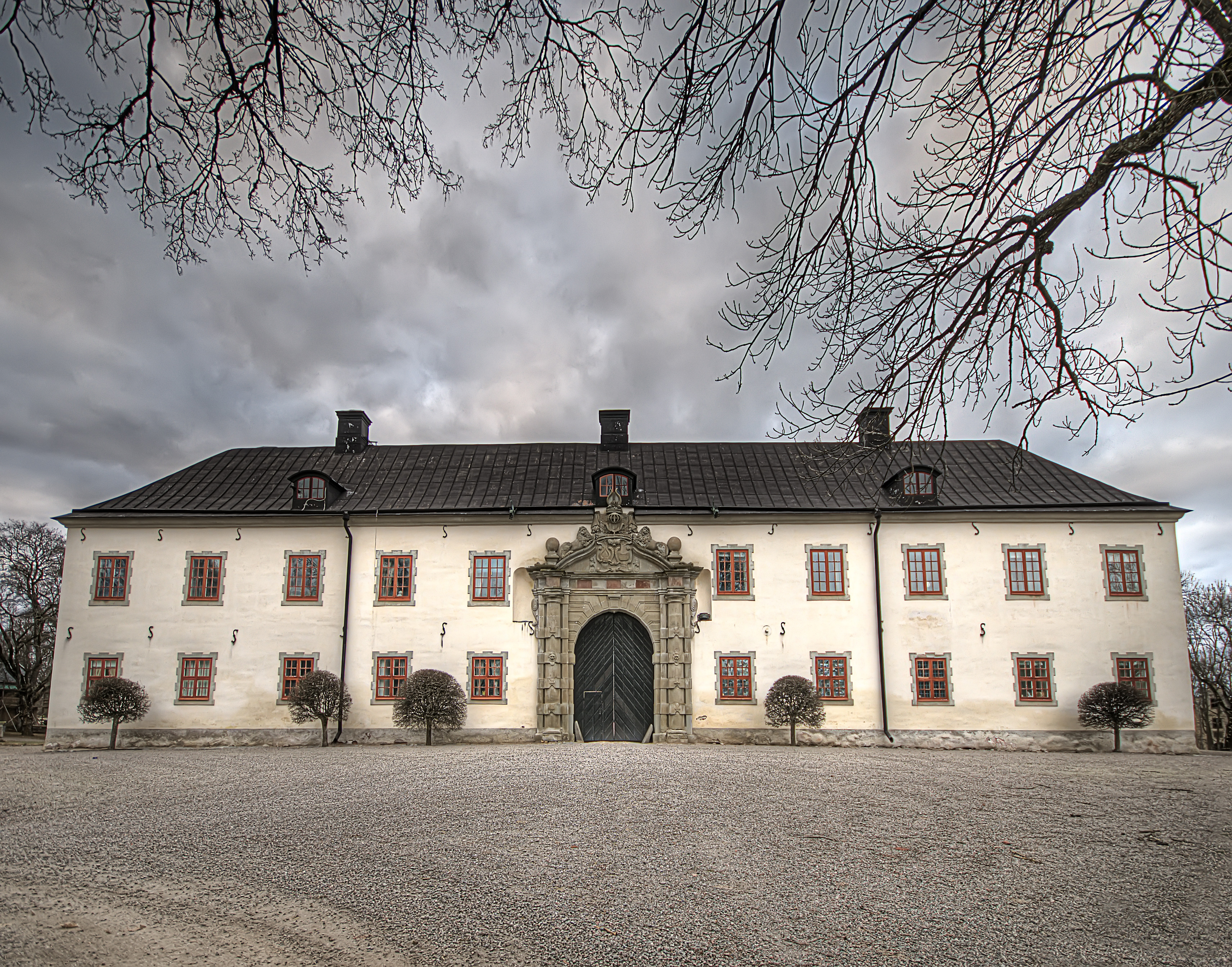
Palácio de Tidö
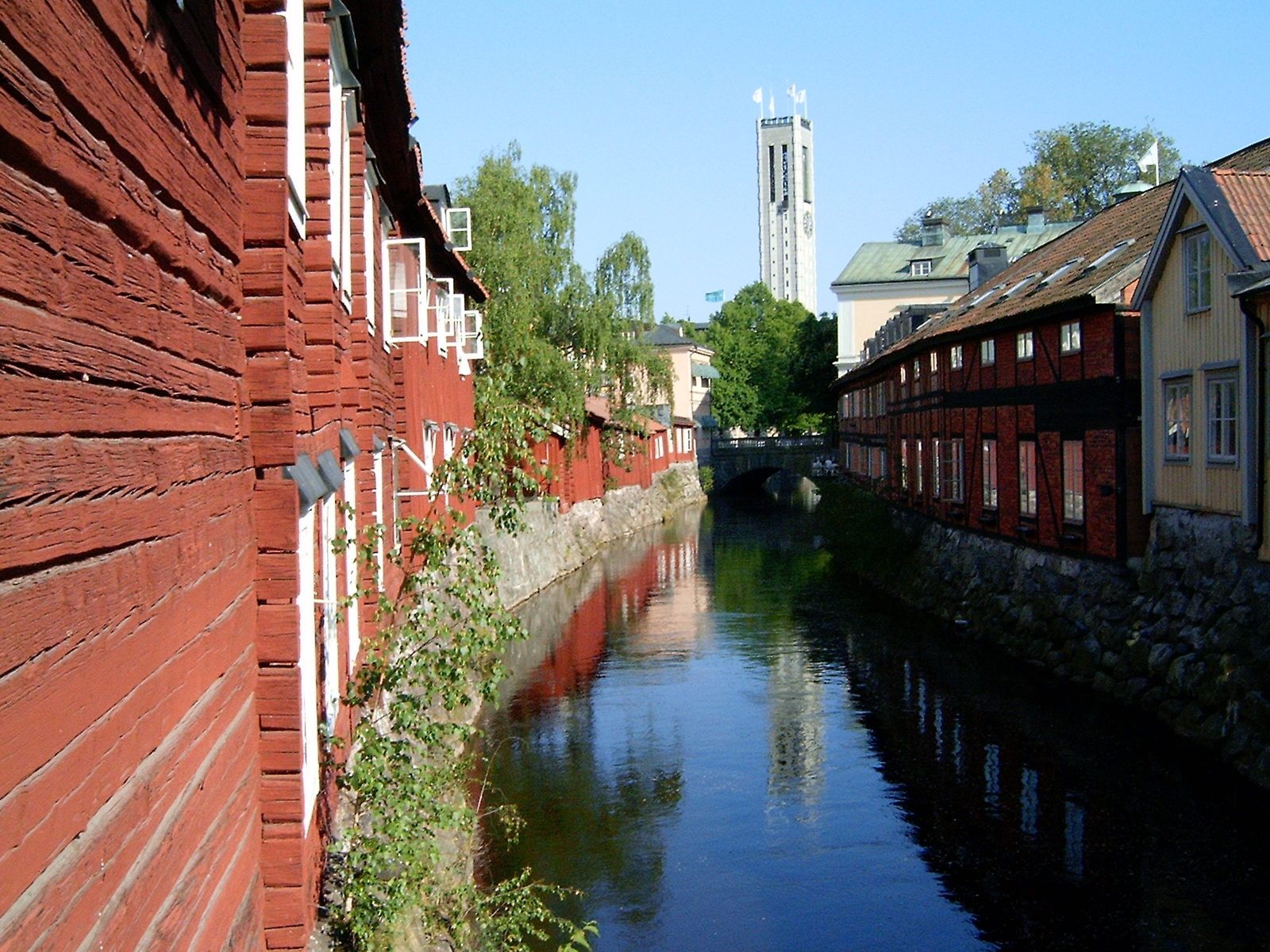
Parte antiga de Västerås
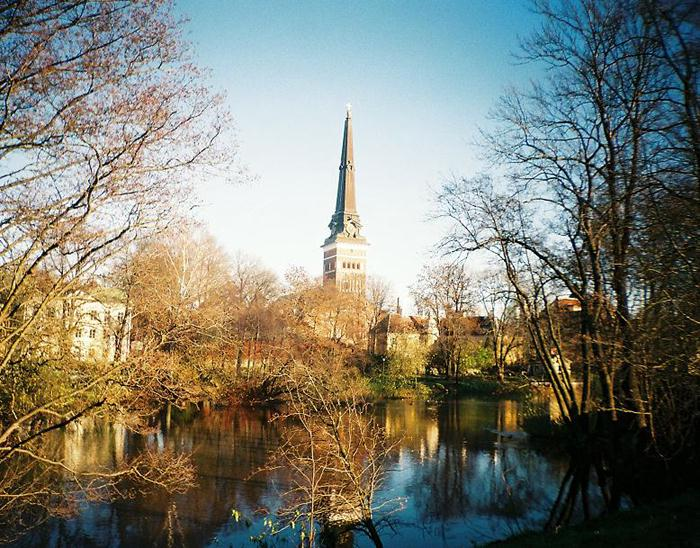
Catedral de Västerås
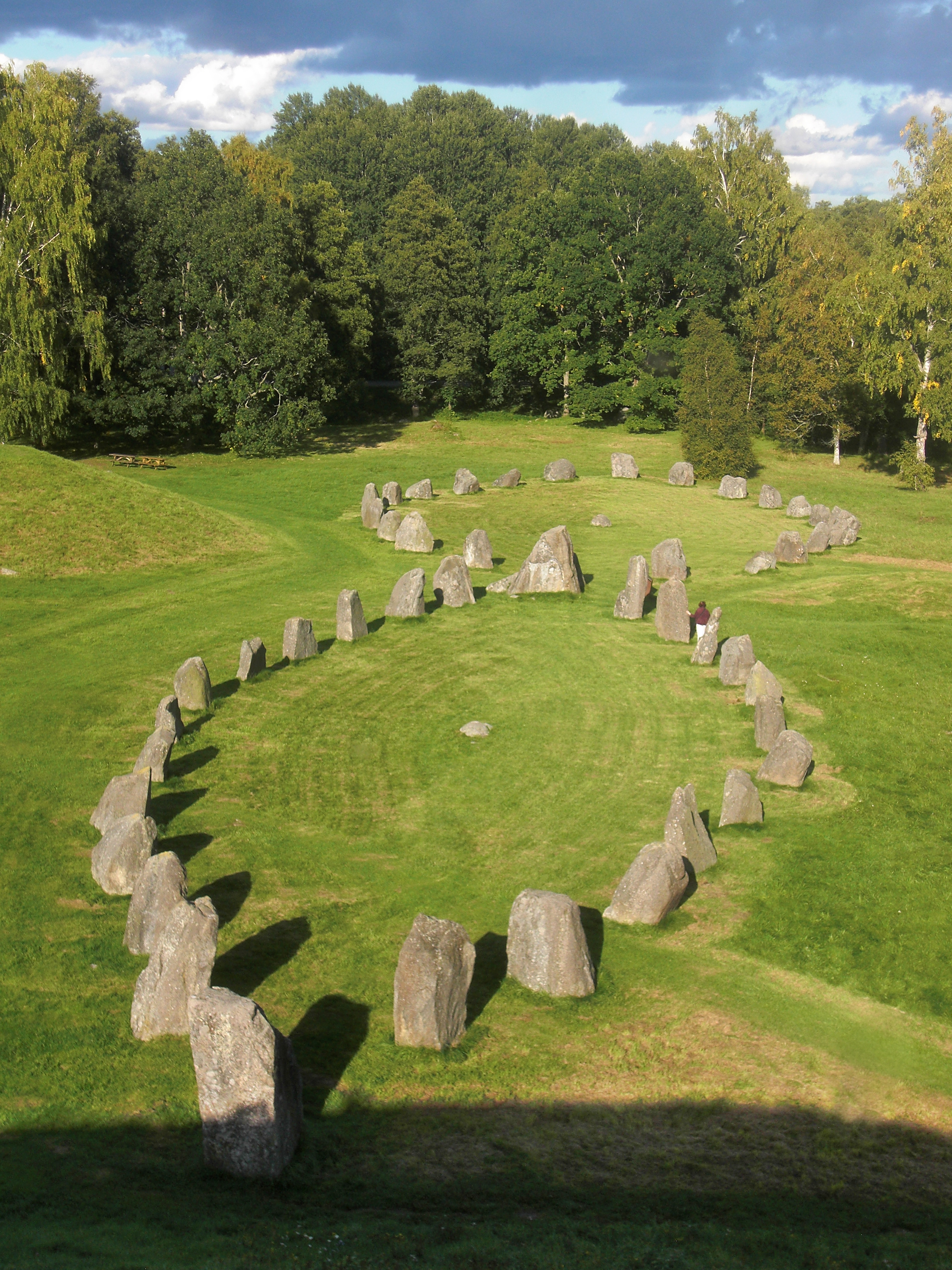
Túmulo megalítico e pedra rúnica de Anundshög